# 19911 Rigaux
19911 Rigaux eller 1933 FKär en asteroid i huvudbältet, som upptäcktes den 26 mars 1933 av den belgiske astronomen Fernand Rigaux i Uccle. Den har fått namn efter sin upptäckare.
Asteroiden har en diameter på ungefär 18 kilometer.